# Сумах
Сума́х, сума́к (лат. Rhus) — род растений, объединяющий около 250 видов кустарников и небольших деревьев семейства Анакардиевые (Anacardiaceae).

## Распространение
Произрастает почти во всех регионах мира: в Северной Америке, Передней и Восточной Азии, Африке, Европе. Наибольшее число видов — в Южной Африке.

## Ботаническое описание
Однодомные или двудомные растения высотой 0,5—12 (до 20) м.
Листья очерёдные, простые, тройчатые или непарноперистые.
Цветки мелкие, многочисленные, однополые или обоеполые, собранные в соцветия. Лепестков и чашелистиков по 5.
Плод — небольшая костянка.

## В культуре
В условиях средней полосы России для озеленения пригоден только один вид сумаха — сумах пушистый или оленерогий (R. typhina). Он подмерзает, но хорошо восстанавливается весной. На юге России хорошо растет сумах голый (R. glabra). Сумах кожевенный, дубильный (R. coriaria) украшает каменистые склоны гор Крыма и Кавказа. Интересен сумах ароматный, душистый (R. aromatic) — ползучий кустарник, пахучие побеги которого достигают метровой длины.

## Использование в качестве специй
Сума́х, или сума́к — специя из молотых ягод одного из видов сумаха — сумаха дубильного, красновато-бордового цвета с кислым ягодным вкусом. Применяется в турецкой и левантийской кухнях для заправки салатов, на Кавказе — в качестве приправы к шашлыку.
С недавнего времени сумах применяется в качестве составляющего при приготовлении крафтового пива.

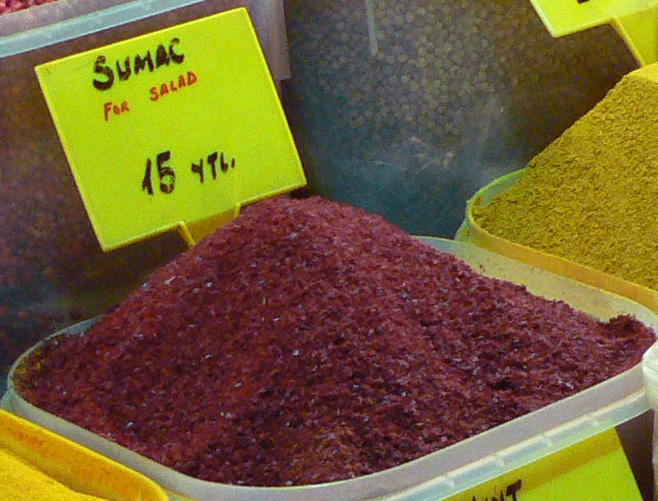
Сума́к — специя
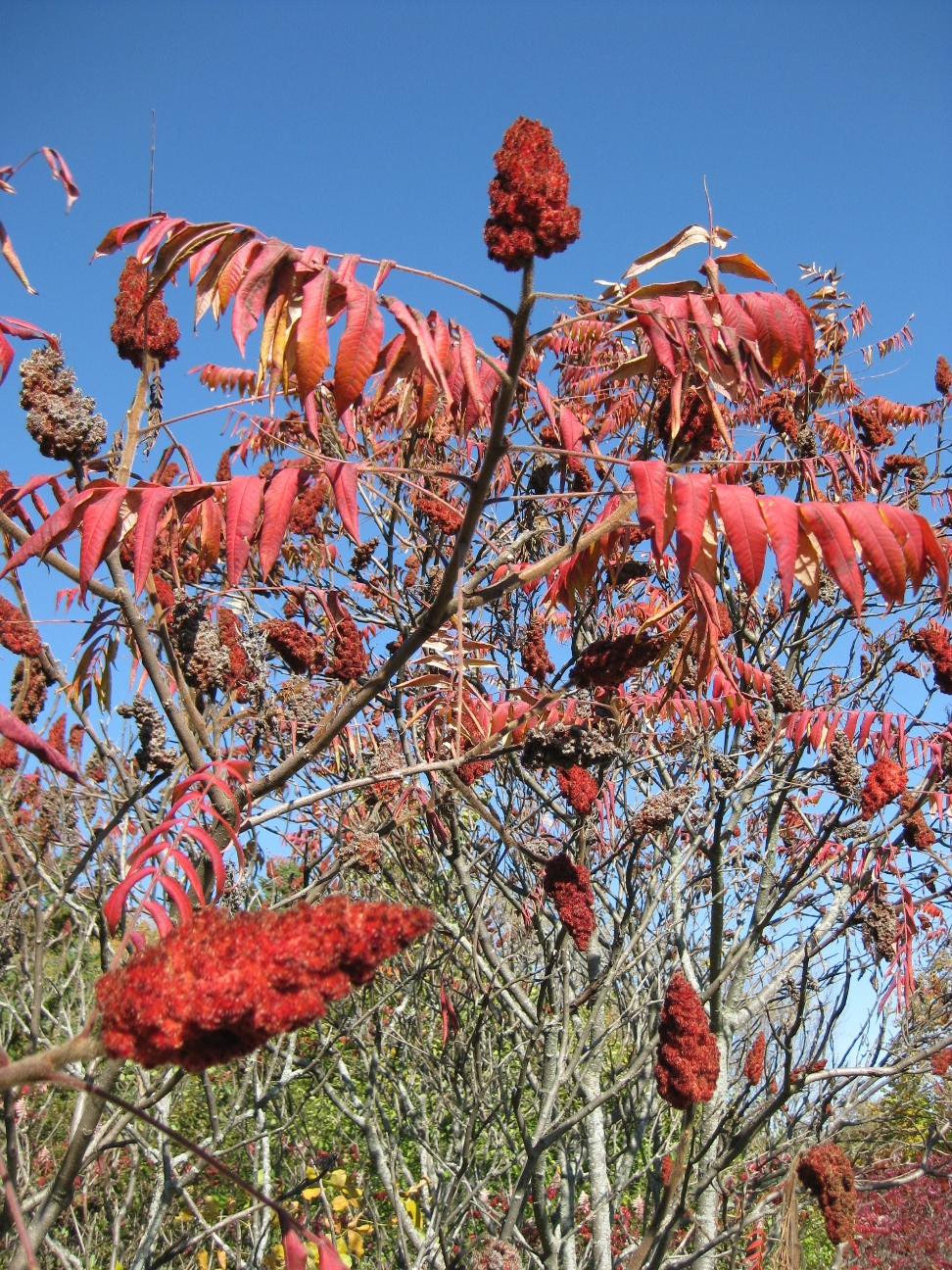
Спелые соплодия
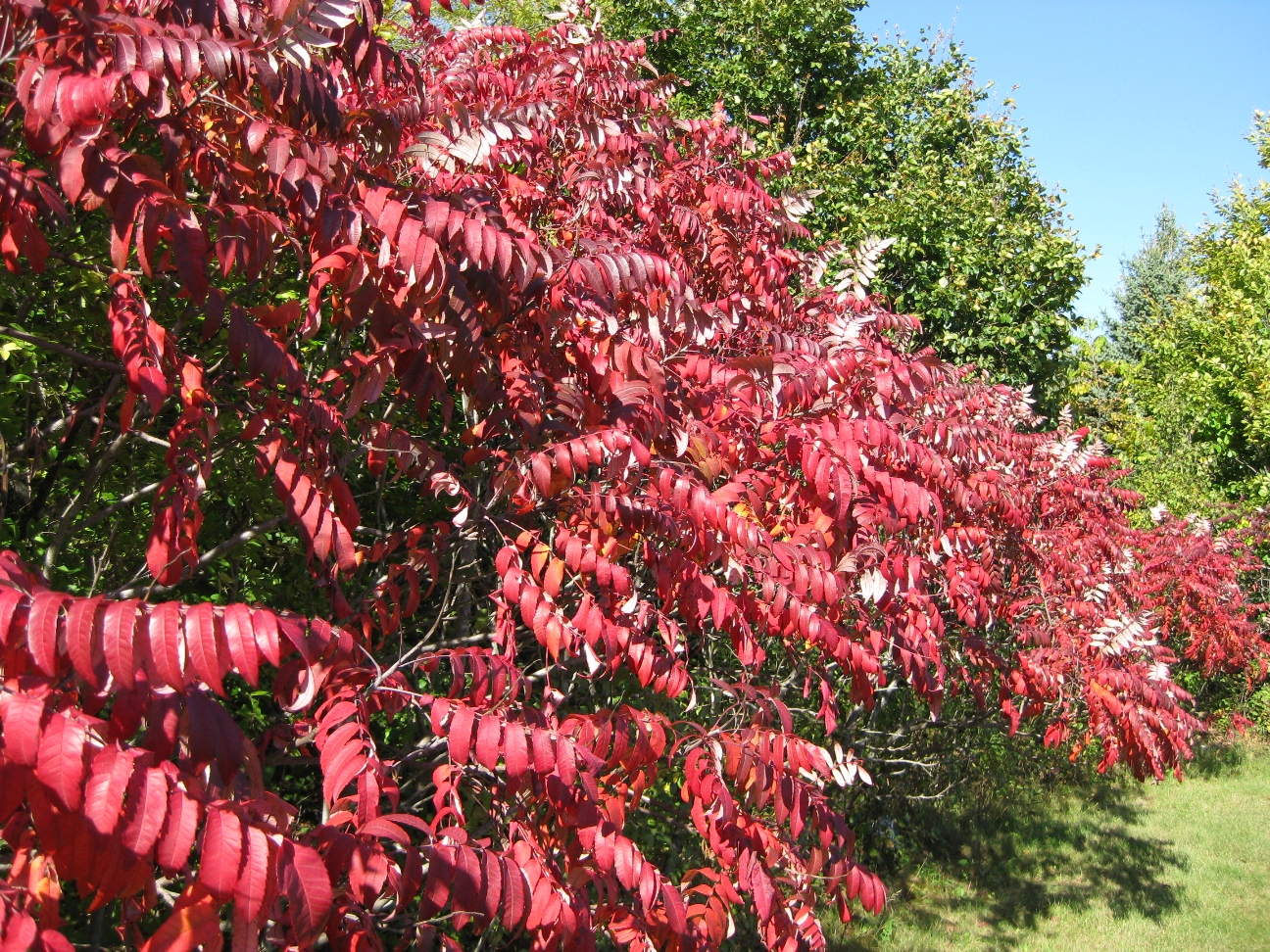
Огненно-красные кусты сумаха в октябре
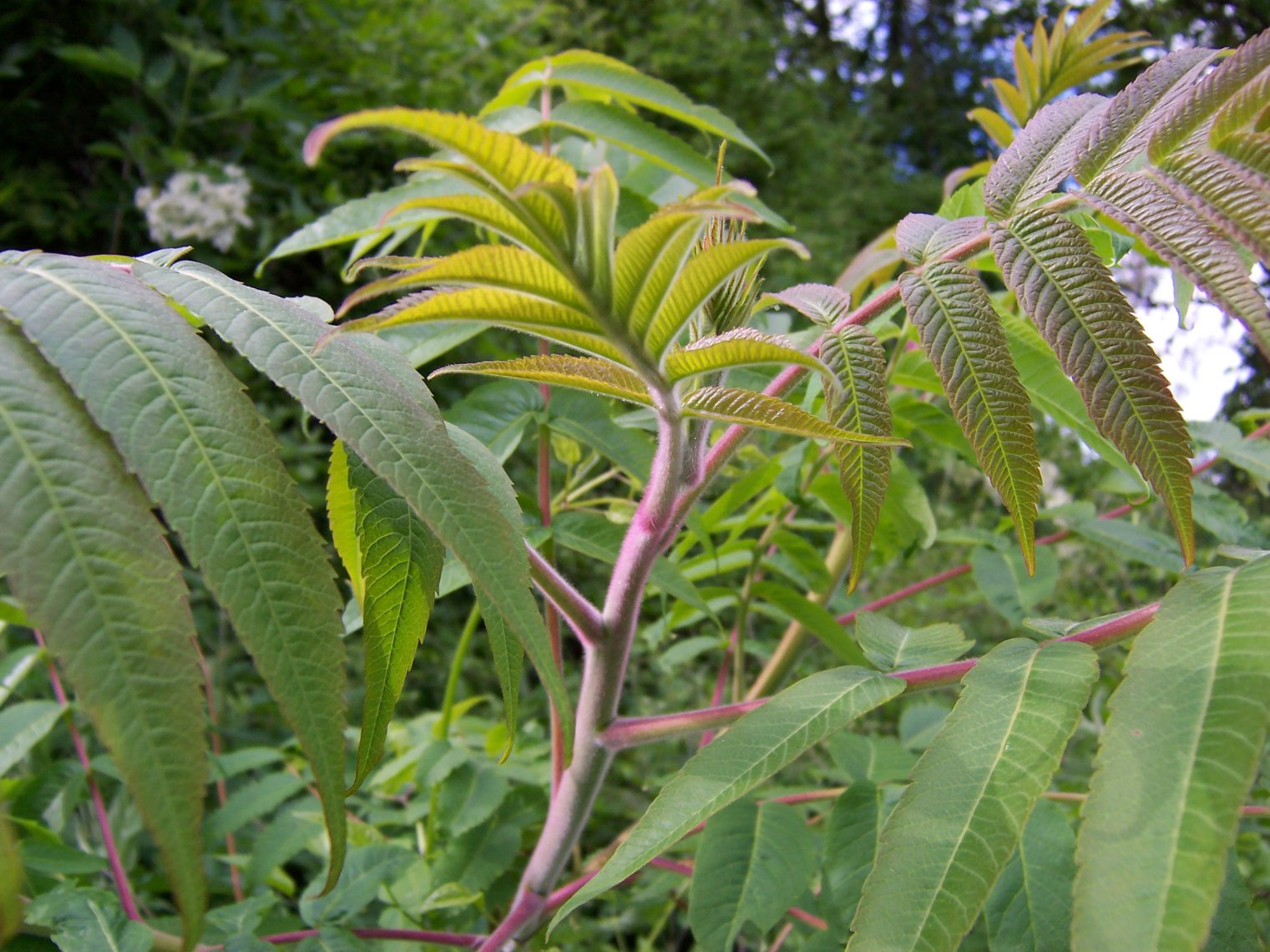
Сумах оленерогий (уксусный, или уксусное дерево)
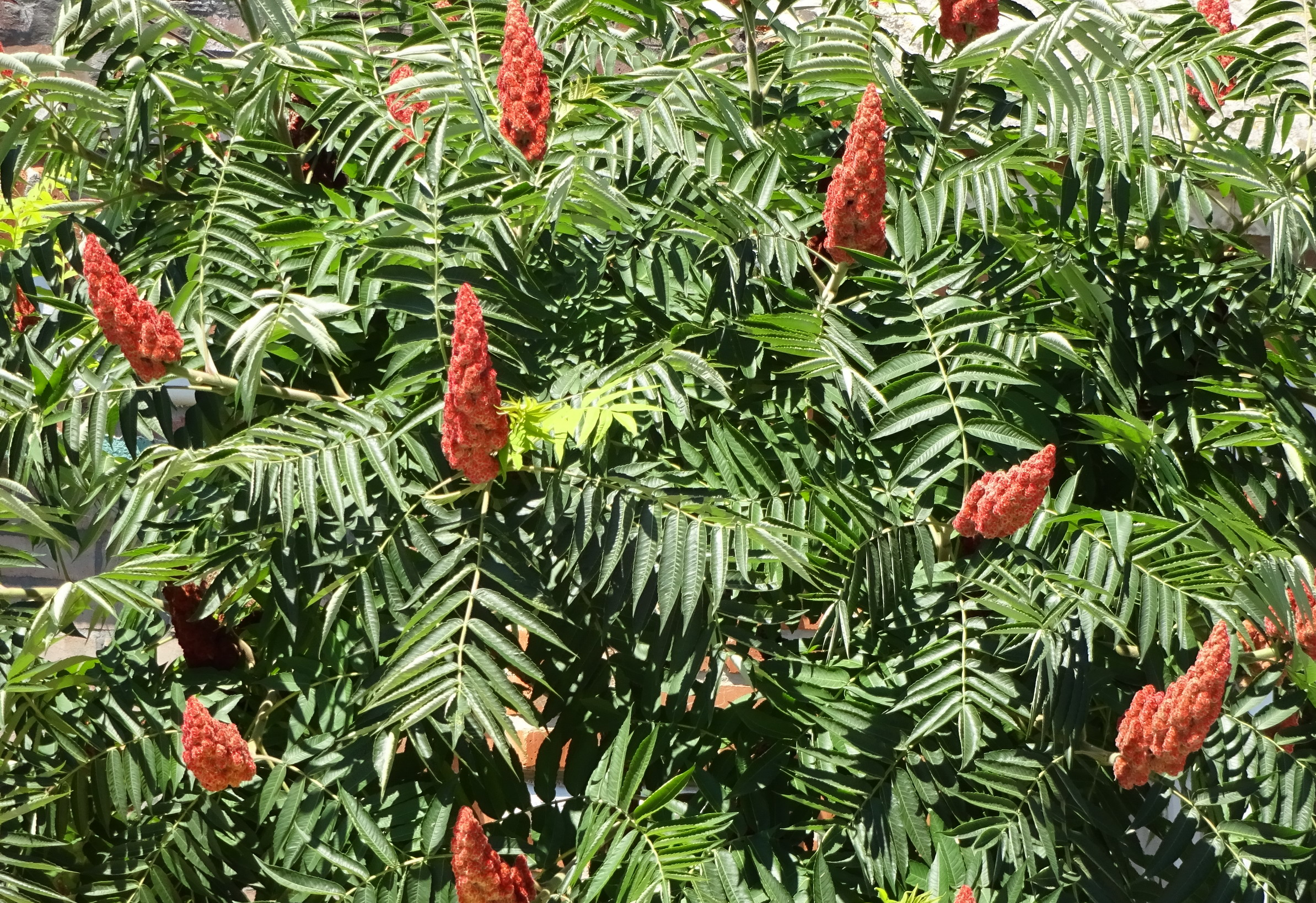
Сумах на юге России.
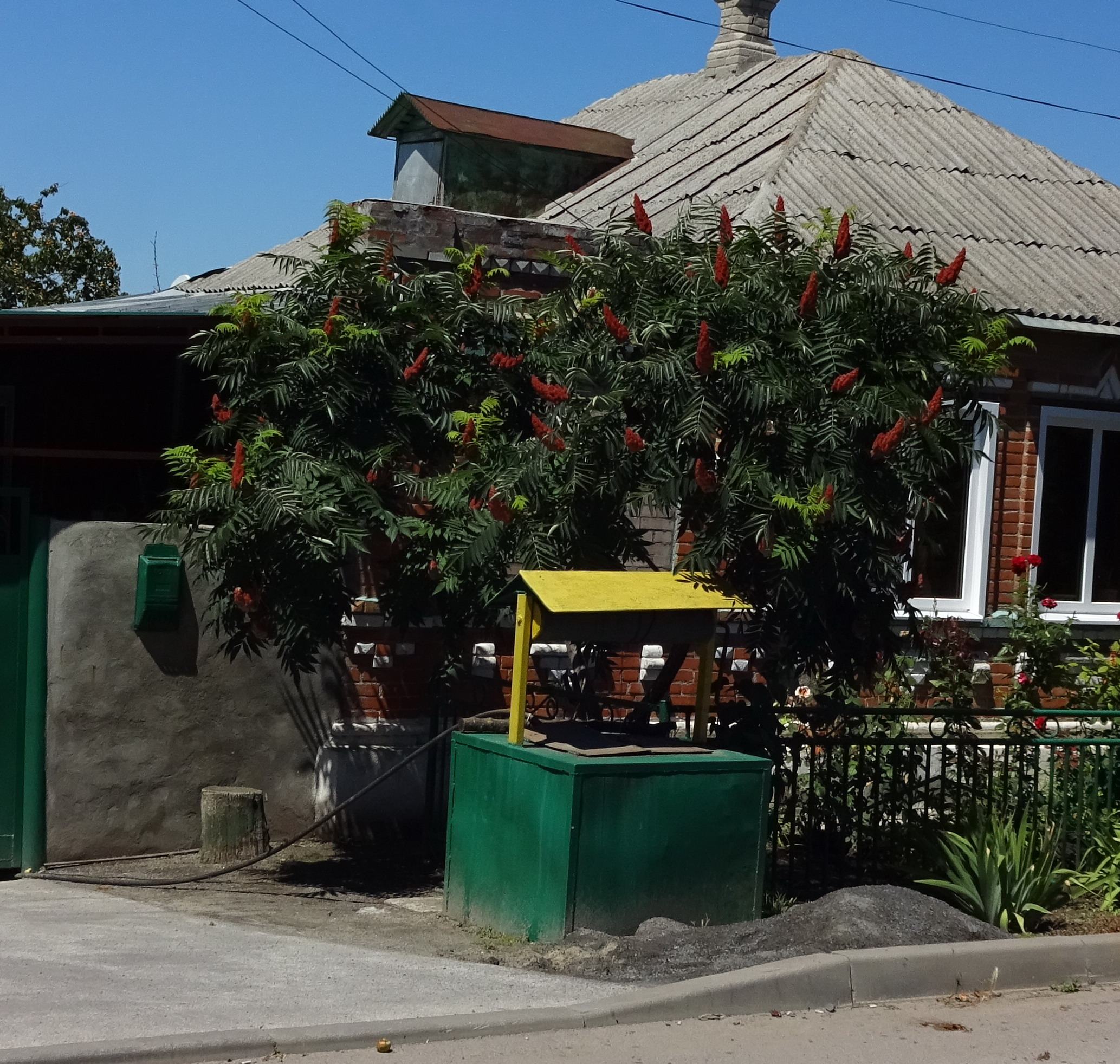
Сумах на юге России, общий вид на фоне дома.

## Таксономия
Rhus L. Sp. Pl. 1: 265 (1753). Genera Plantarum ed. 5 (1754).

### Синонимы
- Duckera F.A.Barkley
- Neostyphonia Shafer
- Schmaltzia Desv. ex Small
- Schmalzia Desv. ex DC.
- Terminthia Bernh.
- Trujanoa La Llave

### Виды
По информации базы данных The Plant List, род включает 131 вид. Некоторые из них:
- Rhus aromatica Aiton — Сумах душистый
- Rhus chinensis Mill. — Сумах китайский
- Rhus copallinum L. — Сумах копаловый
- Rhus coriaria L. typus[4] — Сумах дубильный
- Rhus glabra L. — Сумах голый
- Rhus microphylla Engelm. — Сумах пустынный
- Rhus muelleri Standl. & F.A.Barkley — Сумах Мюллера
- Rhus orientalis (Greene) C.K.Schneid. — Сумах восточный
- Rhus ovata S.Watson — Сумах сахарный
- Rhus punjabensis J.L.Stewart ex Brandis — Сумах пенджабский
- Rhus typhina L. — Сумах оленерогий, или Сумах пушистый
- Rhus virens Lindh. ex A.Gray — Сумах вечнозелёный

Некоторые виды, включая сумах ядовитый и лаковое дерево, которые часто причисляются к этому роду, относятся всё же к роду Toxicodendron, который отличается высокоаллергенной листвой и плодами серо-белого цвета.